# Царук, Юрий Григорьевич
Юрий Григорьевич Царук (род. 2 мая 1987 года в Краснополе) — украинский легкоатлет, мастер спорта Украины международного класса. Двукратный чемпион летних Паралимпийских игр 2012 года в Лондоне.

## Биография
Юрий Царук родился в семье Григория и Елены Царуков. Детство мальчик провёл в селе Краснополь, Житомирская область. У него есть брат Сергей, младший на 11 месяцев. От рождения Царук болен ДЦП, до трёх лет он вообще не мог ходить. Впоследствии начал двигаться, но очень плохо. Когда перешёл в 5 класс, родители вынуждены были отдать сына в школу-интернат в Черкассах, там парень имел возможность проходить реабилитацию. Он лечился в Черкасском городском реабилитационно-оздоровительном центре «Астра», где дети проходили бесплатный восстановительный курс с массажем, бассейном и другими процедурами. Большой вклад в здоровье Царука вложила его тётя, которая живёт в Черкассах, — Анна Маломуж. Она с детства забирала племянника из села и возила в «Астру», часто навещала в интернате.
В 9 классе он пошёл учиться в черкасское училище № 21, по окончании стал специалистом по контрольно-измерительным приборам. Когда учился в училище (оно для здоровых детей), Юрий сдавал на физкультуре нормативы по бегу. Нормативы преодолевал с неплохими результатами и оказалось, что ему легче бегать, чем ходить. По совету своего наставника в училище инвалида-колясочника Виталия Меметова Юрий в 18 лет начал заниматься спортом. Обратился к директору спортивной школы Анатолию Коляденко и попал в паралимпийскую секцию к тренеру Александру Старовойтову. Тренировался там с 2007 по 2010 год. По окончании училища парень три года работал на Черкасской ТЭЦ, а вечерами после работы ходил на тренировки.
Параллельно в 2008 году парень поступил на заочное отделение Днепропетровского государственного института физической культуры и спорта. Позже решил, что хочет серьёзно заниматься спортом, и в 2010 году перевёлся на стационар, переехал в Днепропетровск. Там попросился к тренеру Андрею Данилову.
До поступления в вуз Юрий Царук уже имел первый разряд по инваспорту, был чемпионом Украины. И только в 2011 году он вошёл в паралимпийскую команду, когда выиграла открытый международный чемпионат Украины, где принимали участие представители десяти стран. А в сезоне 2012 года украинский спортсмен занял третье место на стометровке и первое в беге на 200 м на чемпионате Европы в Нидерландах.
Примечательно, что в заявке на Паралимпиаду у Царука были самые худшие показатели, а квалификацию в Лондоне он прошёл, установив мировой рекорд. 25-летний легкоатлет стал открытием Паралимпиады, победив как на 100-, так и на 200-метровке. Юрий Царук достиг финиша с большим отрывом от ближайшего соперника. За это спортивные журналисты назвали его украинским Усэйном Болтом.
Награждён Орденом «За заслуги» III степени (2012).